# Frigyes
Frigyes ist die ungarische Variante des männlichen Vornamens Friedrich.

## Namensträger
- Frigyes Hidas (1928–2007), ungarischer Komponist
- Frigyes Karinthy (1887–1938), ungarischer Schriftsteller
- Frigyes Klug (1887–1962), ungarischer Fußballschiedsrichter und -funktionär
- Frigyes Mezei (1887–1938), ungarischer Sprinter
- Frigyes Puja (1921–2008), ungarischer Diplomat und Politiker
- Frigyes Riesz (1880–1956), ungarischer Mathematiker
- Frigyes Schulek (1841–1919), ungarischer Architekt
- Frigyes Weicz († 1915), ungarischer Fußballspieler